# Convento de Santa Cruz do Buçaco

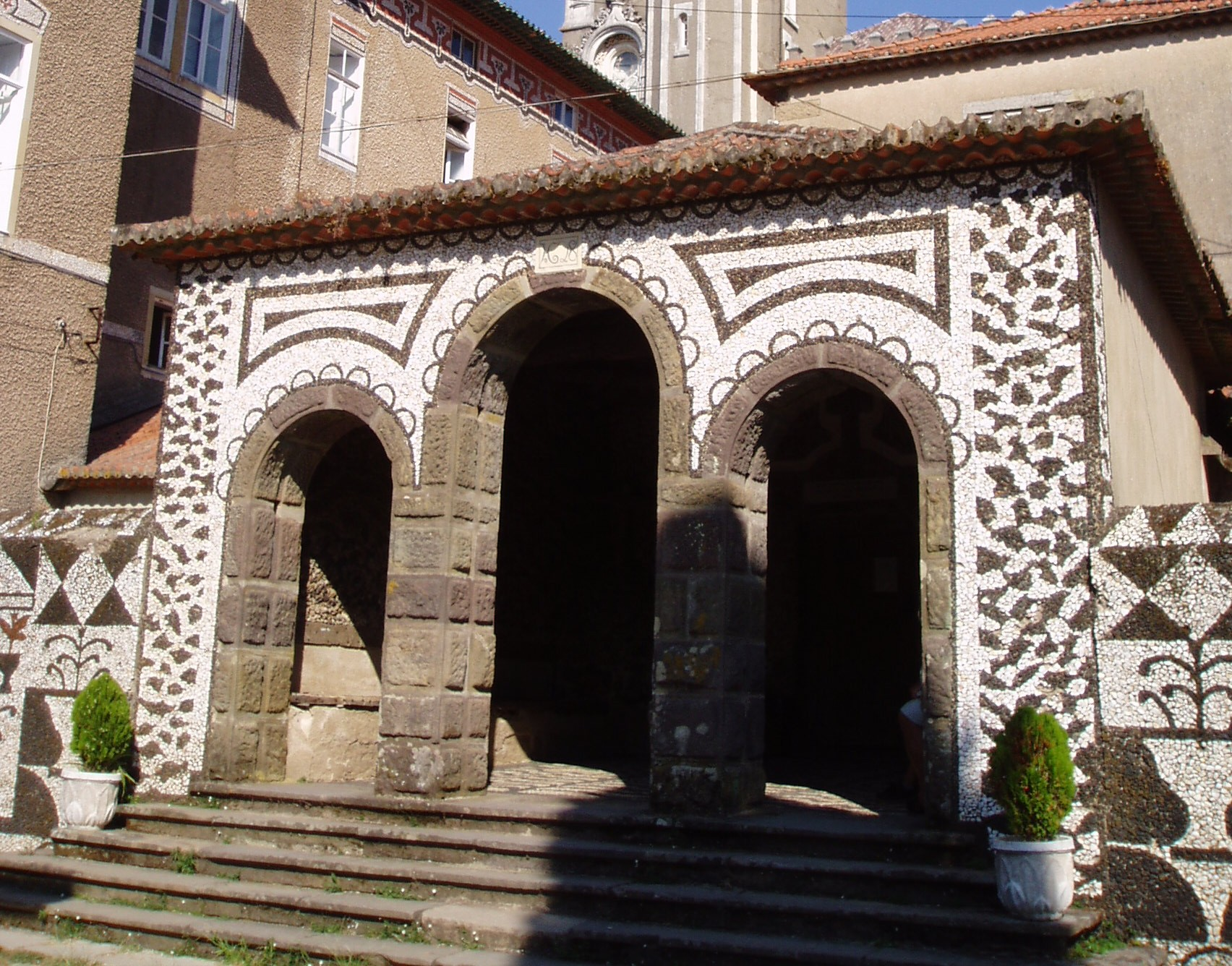
Portal des ehemaligen Klosters

Der Convento de Santa Cruz do Buçaco ist ein ehemaliges Kloster, das von 1628 bis 1630 vom Orden der Unbeschuhten Karmeliten im Wald oberhalb der portugiesischen Stadt Luso, dem Mata do Buçaco, errichtet wurde. Der Convento de Santa Cruz do Buçaco ist seit dem 15. Juni 2018 als Monumento Nacional eingestuft worden.

## Geschichte
1625 bittet die Karmeliterprovinz von Portugal um die Erlaubnis, eine Einsiedelei zu gründen, wie sie auch in anderen Provinzen existierte. 1626 wird diese Bitte gewährt und nach einem geeigneten Gelände Ausschau gehalten. Am 8. Februar 1628 werden drei Brüder des Karmeliterklosters von Aveiro ausgewählt, um im Wald von Buçaco am Berghang von Luso auf Land, das der Bischof von Coimbra mit Erlaubnis von Papst Urban VIII. abgetreten hatte, den Convento zu errichten. 1641 wird von D. Manuel Saldanha, dem Rektor der Universität von Coimbra und späteren Bischof von Viseu (1669–1671), die Einsiedelei von São José offiziell gegründet, die bis 1644 baulich fertiggestellt wird. Sie wird dem Patronat der Nachkommen von Luís de Saldanha, dem Bruder des Gründers, unterstellt.
Zwischen 1638 und 1646 werden in der Umgebung des Konvents mehrere Kapellen gebaut: Santa Teresa, Nossa Senhora da Conceição (Mariä Empfängnis), Nossa Senhora da Expectação (Unsere Liebe Frau in der Erwartung; erbaut durch den Fürstbischof D. Joane Mendes de Távora) und Heilig Grab (erbaut von D. Manuel Saldanha). Am 28. Juni 1704 stirbt Fürstbischof D. João de Melo, der dem Konvent 1.120.000 Réis zum Bau von 10 Kapellen entlang des drei Kilometer langen Kreuzweges zum Konvent stiftete, und wird in der Klosterkirche beigesetzt.
Während der Schlacht von Buçaco gegen das Heer der französischen Marschalls André Masséna diente das Kloster ab dem 27. September 1810 dem Kommandeur des britisch-portugiesischen Heeres, dem Herzog von Wellington, als Unterkunft. Bis zur Aufhebung des Klosters im Jahr 1834 wird es durchgängig bewirtschaftet. Von den Behörden, die die Aufhebung durchführen, werden Konvent und umgebender Wald mit 8.00.000 Réis bewertet. 1883 werden die Bände der Bibliothek des Konvents in die Universitätsbibliothek von Coimbra gebracht. 1884 wird die Kapelle von Santa Teresa für den Bau eines Chalets abgerissen. Beim Bau des königlichen Palastes oberhalb des Klosters, heute Palácio Hotel do Buçaco, wurden ab 1888 Teile des Konvents abgebrochen.
1943 wurde es als Imóvel de Interesse Público klassifiziert.

## Beschreibung

### Fassade

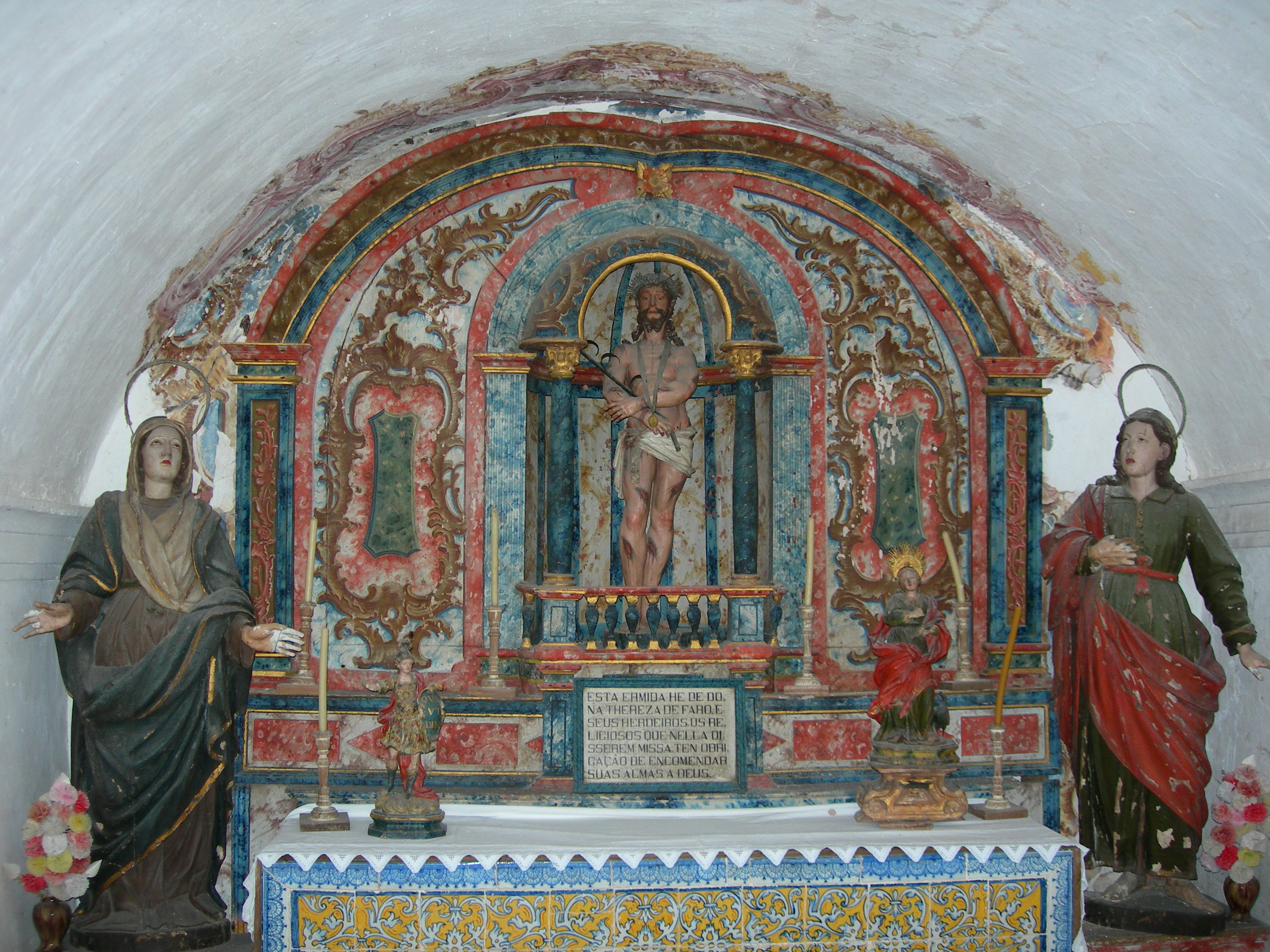
Ecce-Homo-Altar mit Stiftertafel

Das Kloster besitzt einen rechteckigen Grundriss, wobei die Hauptfassade nach NW orientiert ist. Sie bildet eine Galerie, die sich mit einer dreibogigen Arkade von unterschiedlicher Höhe öffnet, wobei der Mittelbogen von einem Schlussstein mit dem Gründungsdatum des Klosters gekrönt wird. Die beiden Seitenteile der Galerie sind in Schwarz-Weiß-Optik mit zwei Wappenemblemen des Karmeliterordens, Kreuzen und Vasen mit sprießenden Zweigen verziert. Der Glockenturm, der zwei Schallfenster und ein weiteres kleines an seiner Spitze aufweist, befindet sich an der hinteren Fassade der Kirche, die seitliche Kapellen und eine Sakristei umfasst.

### Eingangshalle
Die Eingangshalle ist ein rechteckiger Raum, auf dessen linker Seite sich eine Kacheltafel aus dem 16. Jahrhundert befindet, die Teil eines Altaraufsatzes war, der aus der aufgelassenen erloschenen Capela da Encarnação stammt, wie seine Inschrift verrät. Der Boden besteht aus Kieselsteinen, die Decke der Eingangshalle ist mit Kork verkleidet. An der Südostwand ist eine Tafel zur Erinnerung an den Aufenthalt des Herzogs von Wellington 1810 eingelassen.
Rechts, also Richtung SW, befindet sich die Ecce-Homo-Kapelle mit einem quaderförmigen Altarvorbau mit Azulejos, die ein Muster aus blauen und gelben Ranken auf weißem Grund zeigen. Die Figuren stellen Jesus als gegeißelten Schmerzensmann, begleitet von Maria und Johannes Evangelist dar. Laut Inschrift wurde die Kapelle von D. Teresa de Faro gestiftet, für deren Seele und die ihrer Erben die Mönche zu beten verpflichtet waren.

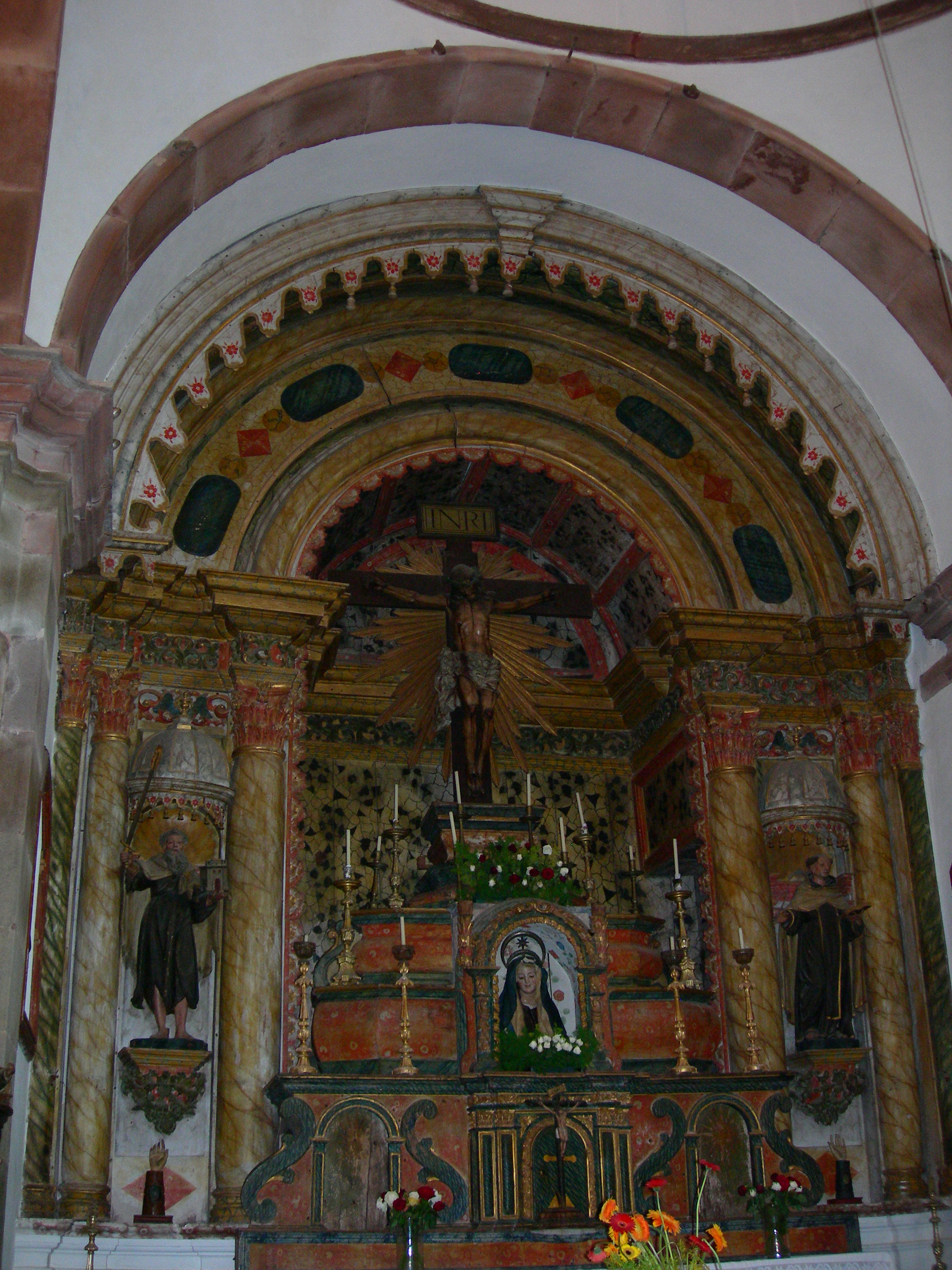
Hauptaltar der Klosterkirche

Durch einen Rundbogen gelangt man in einen quadratischen Korridor, an dessen beiden seitlichen Wänden sich jeweils Altarfronten aus mehrfarbigen Azulejos mit Motiven von Vögeln, Schafen und Zweigen befinden, in der Mitte jeweils mit einem Wappenschild der Karmeliter. In diesem Korridor hängen Leinwandgemälde der Barockmalerin Josefa de Óbidos (1630–1684), die Szenen aus den Leben der Mystikerin Teresa von Ávila zeigen.

### Klosterkirche
Die Klosterkirche besitzt keine Türe in ihrer Achse, sondern öffnet sich mit zwei Türen in den beiden Querschiffarmen. An der rechten Seite befindet sich eine Kapelle, deren Altargemälde die Anbetung der Heiligen drei Könige zeigt. Die Kirche besitzt ein Schiff mit einer Kuppel über der Kreuzung mit dem Querschiff. Sie besitzt zwei parallele Seitenaltäre aus polychromem Holz, der linke davon dem hl. Josef gewidmet, der rechte der hl. Teresa von Ávila. Der Hauptaltar befindet sind auf einem dreistufigen Podest und wird durch hölzerne Säulen mit glattem Schaft in Marmoroptik mit rot gefassten, korinthischen Kapitellen in drei vertikale Abteilungen geteilt. In der Mitte ist oben der gekreuzigte Christus, umgeben von einem goldenen Strahlenkranz, zu sehen, darunter in einer Nische eine Büste der Virgem da Soledade (Jungfrau in der Einsamkeit). Auf der linken Seite steht eine Statue des hl. Jakobus und rechts der Heilige des Karmeliterordens, Johannes vom Kreuz.